# Verónica Cepede Royg
Verónica Cepede Royg (Asuncion, 21 januari 1992) is een tennisspeelster uit Paraguay. Zij begon op vijfjarige leeftijd met tennis. Haar favoriete ondergrond is gravel. Zij speelt rechtshandig en heeft een tweehandige backhand.
In 2008 speelde zij bij de meisjes reeds op het US Open, in zowel het enkel- als het dubbelspel.

## Loopbaan

### Enkelspel
Cepede Royg debuteerde in 2006 op het ITF-toernooi van Luque (Paraguay). Zij stond in 2009 voor het eerst in een finale, op het ITF-toernooi van Bauru (Brazilië) – hier veroverde zij haar eerste titel, door de Braziliaanse Vivian Segnini te verslaan. In totaal won zij veertien ITF-titels, de laatste in 2015 in Santiago (Chili).
In 2012 speelde zij voor Paraguay op de Olympische Spelen in Londen.
In 2014 kwalificeerde Cepede Royg zich voor het eerst voor een WTA-hoofdtoernooi, op het toernooi van Rio de Janeiro. Zij bereikte er de tweede ronde. In 2015 doorliep zij met goed gevolg het kwalificatietoernooi van Roland Garros, waarmee zij een plek in het hoofdtoernooi veroverde. Haar beste resultaat op de WTA-toernooien is het bereiken van de kwartfinale, eenmaal in Rio de Janeiro 2015, andermaal in Mallorca 2016 en ten slotte in Hobart 2017. In mei 2017 kwam zij binnen in de top 100 van de WTA-ranglijst.
Haar beste resultaat op de grandslamtoernooien is het bereiken van de tweede ronde, op Roland Garros 2016. Haar hoogste notering op de WTA-ranglijst is de 95e plaats, die zij bereikte in mei 2017.

### Dubbelspel
Cepede Royg behaalde in het dubbelspel betere resultaten dan in het enkelspel. Zij debuteerde in 2006 op het ITF-toernooi van Luque (Paraguay), samen met landgenote Adriana Pereira. Zij stond in 2009 voor het eerst in een finale, op het ITF-toernooi van La Serena (Chili), samen met de Chileense Fernanda Brito – hier veroverde zij haar eerste titel, door het Chileense duo Andrea Koch Benvenuto en Giannina Minieri te verslaan. In totaal won zij twintig ITF-titels, de laatste in 2014 in New Braunfels (VS).
In 2014 speelde Cepede Royg voor het eerst op een WTA-hoofdtoernooi, op het toernooi van Québec, samen met de Canadese Heidi El Tabakh. Zij bereikten er de tweede ronde. Zij stond in 2015 voor het eerst in een WTA-finale, op het toernooi van Carlsbad, samen met de Braziliaanse Gabriela Cé – hier veroverde zij haar eerste titel, door het koppel Oksana Kalasjnikova en Tatjana Maria te verslaan. In totaal won zij twee WTA-titels, de laatste in 2016 in Rio de Janeiro, samen met de Argentijnse María Irigoyen.
Haar hoogste notering op de WTA-ranglijst is de 85e plaats, die zij bereikte in september 2016.

### Tennis in teamverband
In de periode 2006–2017 maakte Cepede Royg deel uit van het Paraguayaanse Fed Cup-team – zij behaalde daar een winst/verlies-balans van 47–18. In 2015 bereikte zij de Wereldgroep II play-offs – als gevolg van verlies tegen het thuisspelende Servië moesten de dames uit Paraguay terug naar de regionale zone.

## Posities op deWTA-ranglijst
Positie per einde seizoen:
| jaar | rang enkelspel | rang dubbelspel |
| ---- | -------------- | --------------- |
| 2008 | 872            | –               |
| 2009 | 669            | 907             |
| 2010 | 565            | 596             |
| 2011 | 237            | 292             |
| 2012 | 183            | 234             |
| 2013 | 208            | 214             |
| 2014 | 138            | 120             |
| 2015 | 153            | 205             |
| 2016 | 117            | 95              |
| 2017 | 77             | 162             |

## Palmares
| Legenda                 |
| ----------------------- |
| Grandslamtoernooi       |
| Olympische Spelen       |
| Year-End Championships  |
| Premier Mandatory       |
| Premier Five / WTA 1000 |
| Premier / WTA 500       |
| International / WTA 250 |
| Challenger / WTA 125    |

### WTA-finaleplaatsen enkelspel
geen

### WTA-finaleplaatsen vrouwendubbelspel
| nr.              | finale     | toernooi           | ondergrond | partner              | tegenstandsters                     | score            |         |
| ---------------- | ---------- | ------------------ | ---------- | -------------------- | ----------------------------------- | ---------------- | ------- |
| gewonnen finales |            |                    |            |                      |                                     |                  |         |
| 1.               | 2015-11-27 | WTA Carlsbad       | hardcourt  | Gabriela Cé          | Oksana Kalasjnikova Tatjana Maria   | 1-6, 6-4, [10-8] | details |
| 2.               | 2016-02-21 | WTA Rio de Janeiro | gravel     | María Irigoyen       | Tara Moore Conny Perrin             | 6-1, 7-6         | details |
| verloren finales |            |                    |            |                      |                                     |                  |         |
| 1.               | 2017-03-04 | WTA Acapulco       | hardcourt  | Mariana Duque Mariño | Darija Jurak Anastasia Rodionova    | 3-6, 2-6         | details |
| 2.               | 2017-04-15 | WTA Bogota         | gravel     | Magda Linette        | Beatriz Haddad Maia Nadia Podoroska | 3-6, 6-7         | details |

## Resultaten grote toernooien
| Legenda | Legenda                          |
| ------- | -------------------------------- |
| g.t.    | geen toernooi gehouden           |
| l.c.    | lagere categorie                 |
| –       | niet deelgenomen                 |
| G       | uitgeschakeld in de groepsfase   |
| 1R      | uitgeschakeld in de eerste ronde |
| 2R      | uitgeschakeld in de tweede ronde |
| 3R      | uitgeschakeld in de derde ronde  |
| 4R      | uitgeschakeld in de vierde ronde |
| KF      | uitgeschakeld in de kwartfinale  |
| HF      | uitgeschakeld in de halve finale |
| F       | de finale verloren               |
| W       | het toernooi gewonnen            |
| w-v     | winst/verlies-balans             |

### Enkelspel
| toernooi            | 2015 | 2016 | 2017 | 2018 |
| ------------------- | ---- | ---- | ---- | ---- |
| grandslamtoernooien |      |      |      |      |
| Australian Open     | –    | –    | –    | 1R   |
| Roland Garros       | 1R   | 2R   | 4R   | 1R   |
| Wimbledon           | –    | –    | 1R   | 1R   |
| US Open             | –    | –    | 1R   |      |
| Premier Mandatory   |      |      |      |      |
| Indian Wells        | –    | –    | –    | 1R   |
| Miami               | –    | –    | 2R   | 1R   |
| Madrid              | –    | –    | –    | –    |
| Peking              | –    | –    | –    |      |
| Premier Five        |      |      |      |      |
| Dubai/Doha          | –    | –    | –    | –    |
| Rome                | –    | –    | –    | –    |
| Montréal/Toronto    | –    | –    | –    |      |
| Cincinnati          | –    | –    | 1R   |      |
| Tokio/Wuhan         | –    | –    | –    |      |
| olympisch           |      |      |      |      |
| Olympische Spelen   | g.t. | 1R   | g.t. | g.t. |
| statistieken        |      |      |      |      |
| titels per jaar     | 0    | 1    | 0    | 0    |
| eindejaarsranking   | 153  | 116  | 78   |      |

### Dubbelspel
| toernooi             | 2017 | 2018 |
| -------------------- | ---- | ---- |
| grandslamtoernooien  |      |      |
| Australian Open      | –    | –    |
| Roland Garros        | –    | –    |
| Wimbledon            | 1R   | –    |
| US Open              | –    |      |
| Premier Mandatory    |      |      |
| (nog) geen deelnames |      |      |
| Premier Five         |      |      |
| (nog) geen deelnames |      |      |
| olympisch            |      |      |
| Olympische Spelen    | g.t. | g.t. |
| statistieken         |      |      |
| titels per jaar      | 0    | 0    |
| eindejaarsranking    | 166  |      |